# Patrícia Verešová
Patrícia Verešová (* 31. Mai 1989 in Piešťany, Tschechoslowakei) ist eine ehemalige slowakische Tennisspielerin.

## Karriere
Die aus der slowakischen Stadt Piešťany stammende Patrícia Verešová debütierte 2006 beim ITF-$10.000-Turnier in der ungarischen Hauptstadt Budapest auf dem ITF Women’s Circuit. Bei dem Turnier erhielt sie vom Veranstalter eine Wildcard für die Qualifikationsrunde und schaffte durch zwei Siege die Qualifikation für das Hauptfeld, wo sie in der ersten Runde gegen die Ungarin Katalin Marosi ausschied. Bei ihrem zweiten Turnier, dem ITF-$10.000-Trunier im ungarischen Győr, erreichte sie im Einzel erneut das Hauptfeld, wo sie in der ersten Runde gegen ihre Landsfrau Katarína Maráčková ausschied. Daneben nahm sie gemeinsam mit ihrer Landsfrau Nikola Vajdová auch im Doppelwettbewerb teil und konnten dort das Finale erreichen, welches sie gegen ein ungarisches Duo in zwei Sätzen verloren. Im darauffolgenden Jahr nahm sie am ITF-$10.000-Turnier in der polnischen Stadt Kędzierzyn-Koźle teil und konnte sich über die Qualifikationsrunde für das Hauptfeld qualifizieren. Sie schaffte es bis ins Halbfinale, wo sich der Tschechin Kateřina Vaňková geschlagen geben musste. Im Doppelwettbewerb spielte sie zusammen mit ihrer Landsfrau Michaela Pochabová und gemeinsam konnten sie das Finale erreichen, wo sie durch einen Sieg gegen ein polnisches Doppel das Turnier gewannen.
Im Jahr 2008 nahm sie am ITF-$10.000-Turnier im israelischen Ramla teil und erreichte dort zum ersten Mal im Einzel ein Finale, wo sie auf die Russin Anschelika Alijewa traf. In drei Sätzen konnte sich Patrícia Verešová ihren ersten Einzeltitel auf dem ITF Women’s Circuit sichern. Im darauffolgenden Jahr nahm sie gemeinsam mit ihrer Landsfrau Zuzana Zlochová am Doppelwettbewerb des ITF-$10.000-Turniers in der peruanischen Hauptstadt Lima teil und zusammen erreichten sie dort das Finale. Mit dem Sieg gegen ein kolumbianisch-argentinisches Duo sicherten sie sich den Titel. Nachdem sie in der Saison 2009 auch die slowakische Meisterschaft im Einzel und im Doppel gewonnen hatte, verließ Patrícia Verešová den ITF Women’s Circuit und ging für ihr Studium der Betriebswirtschaftslehre an die University of Nebraska und spielte zwischen 2009 und 2013 für die Nebraska Huskers in der NCAA Tennis.

## Turniersiege

### Einzel
| Nr. | Datum            | Turnier | Kategorie   | Belag | Finalgegnerin      | Ergebnis       |
| --- | ---------------- | ------- | ----------- | ----- | ------------------ | -------------- |
| 1.  | 2. November 2008 | Ramla   | ITF $10.000 | Sand  | Anschelika Alijewa | 6:2, 6:73, 6:3 |

### Doppel
| Nr. | Datum             | Turnier          | Kategorie   | Belag | Partnerin          | Finalgegnerinnen                    | Ergebnis         |
| --- | ----------------- | ---------------- | ----------- | ----- | ------------------ | ----------------------------------- | ---------------- |
| 1.  | 8. September 2007 | Kędzierzyn-Koźle | ITF $10.000 | Sand  | Michaela Pochabová | Olga Brózda Sylwia Zagórska         | 6:2, 6:4         |
| 2.  | 28. März 2009     | Lima             | ITF $10.000 | Sand  | Zuzana Zlochová    | Karen Castiblanco Vanesa Furlanetto | 6:0, 5:7, [10:5] |